# Protein-C-Mangel
Bei Protein-C-Mangel führt eine aufgrund angeborener (kongenitaler) oder erworbener Erkrankungen erniedrigte Aktivität oder Konzentration von Protein C im Plasma zu einer erhöhten Gerinnbarkeit des Blutes und damit vermehrt zur Entstehung von Blutgerinnseln.

## Wirkung von Protein C
Nach heutigem Kenntnisstand tragen insgesamt fünf Funktionen von Protein C zu einem schützenden Effekt bei:
- Protein C fungiert als Gerinnungshemmer, indem es die zwei Faktoren Va und VIIIa inaktiviert.
- Protein C hält Entzündungen im Zaum, da es die entzündungsfördernden Zytokine Interleukin 1 und 6 sowie den Tumornekrosefaktor α (alpha) hemmt.
- Protein C unterstützt die Fibrinolyse (Auflösung des Fibrins eines Blutgerinnsels). Bei rechtzeitigem Einsatz werden die Fibrinablagerungen durch eine Purpura fulminans in kurzer Zeit wieder aufgelöst und ein Absterben des Gewebes (Nekrose) kann vermieden werden.
- Protein C stabilisiert das Endothel (innere Gefäßwand der Blut- und Lymphgefäße). Die zelluläre Balance wird wieder hergestellt.
- Verhindert ein zu schnelles Absterben der Zellen, in dem es den programmierten Zelltod hemmt.

## Typen des Protein-C-Mangels

### Angeborener Protein-C-Mangel
Der schwere angeborene Protein-C-Mangel ist eine seltene Krankheit, die nur eines von 200.000 Neugeborenen trifft und genetisch bedingt ist. Die Symptome können sich in den ersten Lebenstagen, aber auch erst im jungen Erwachsenenalter bemerkbar machen. Sowohl der homozygote Defekt (beide Gene tragen den Fehler) als auch der heterozygote Defekt (nur ein Gen ist fehlerhaft) ist klinisch relevant, d. h. behandlungsbedürftig. Während der Schwangerschaft können beide Defekte Fehlgeburten beziehungsweise Thrombosen des Fötus im Mutterleib nach sich ziehen.

### Erworbener Protein-C-Mangel
Der erworbene Protein-C-Mangel wird durch ein besonderes Krankheitsereignis hervorgerufen. Beim erworbenen Protein-C-Mangel ist entweder die Produktion von Protein C gestört (z. B. Lebererkrankung) oder der Verbrauch an Protein C steigt extrem an (z. B. durch bakterielle Sepsis).
Die Werte an zirkulierendem Protein C bewegen sich auf ähnlich niedrigem Niveau wie die Werte von Patienten mit angeborenem Protein-C-Mangel.

## Purpura fulminans
Die Purpura fulminans ist das klinische Bild (die sichtbare und behandlungsbedürftige Erkrankung) des schweren angeborenen oder erworbenen Protein-C-Mangels und entsteht durch Blutgerinnsel in der Mikrozirkulation, etwa als schwerste Form einer Purpura anaphylactoides. Es folgen Blutergüsse in das Gewebe. Die Purpura fulminans äußert sich durch nicht-erhabene, kleine, runde, purpurfarbene Rötungen der Haut. Der Schweregrad der Symptome entspricht dem Ausmaß des Protein-C-Mangels. Schwere behandlungsbedürftige Symptome sind bei Protein-C-Spiegeln unter 20 bis 25 Prozent des Protein-C-Normwertes zu erwarten. Wird hier nicht innerhalb weniger Stunden mit Protein-C-Konzentraten in Form eines Arzneimittels zur Injektion behandelt, stirbt das Gewebe ab. Amputationen bis hin zu einem Versagen sämtlicher Organe und Tod können die Folge sein. Der zugrundeliegende Protein-C-Mangel kann sowohl angeboren oder, z. B. durch Meningokokken-Sepsis (bakterielle Blutvergiftung), erworben sein.
Derzeit gibt es kaum klinische Studien, die die Wirksamkeit von Medikamenten auf die Entstehung von Purpura fulminans beweisen konnten. Eine einzige klinische Datenbank sammelt Daten zur Häufigkeit der Erkrankung und zu den derzeitigen Therapiemöglichkeiten.